# Andrzej Całczyński
Andrzej Całczyński (ur. 30 sierpnia 1935 w Warszawie, zm. 17 lipca 2016 w Piastowie) – polski ekonomista specjalizujący się w badaniach operacyjnych.

## Życiorys

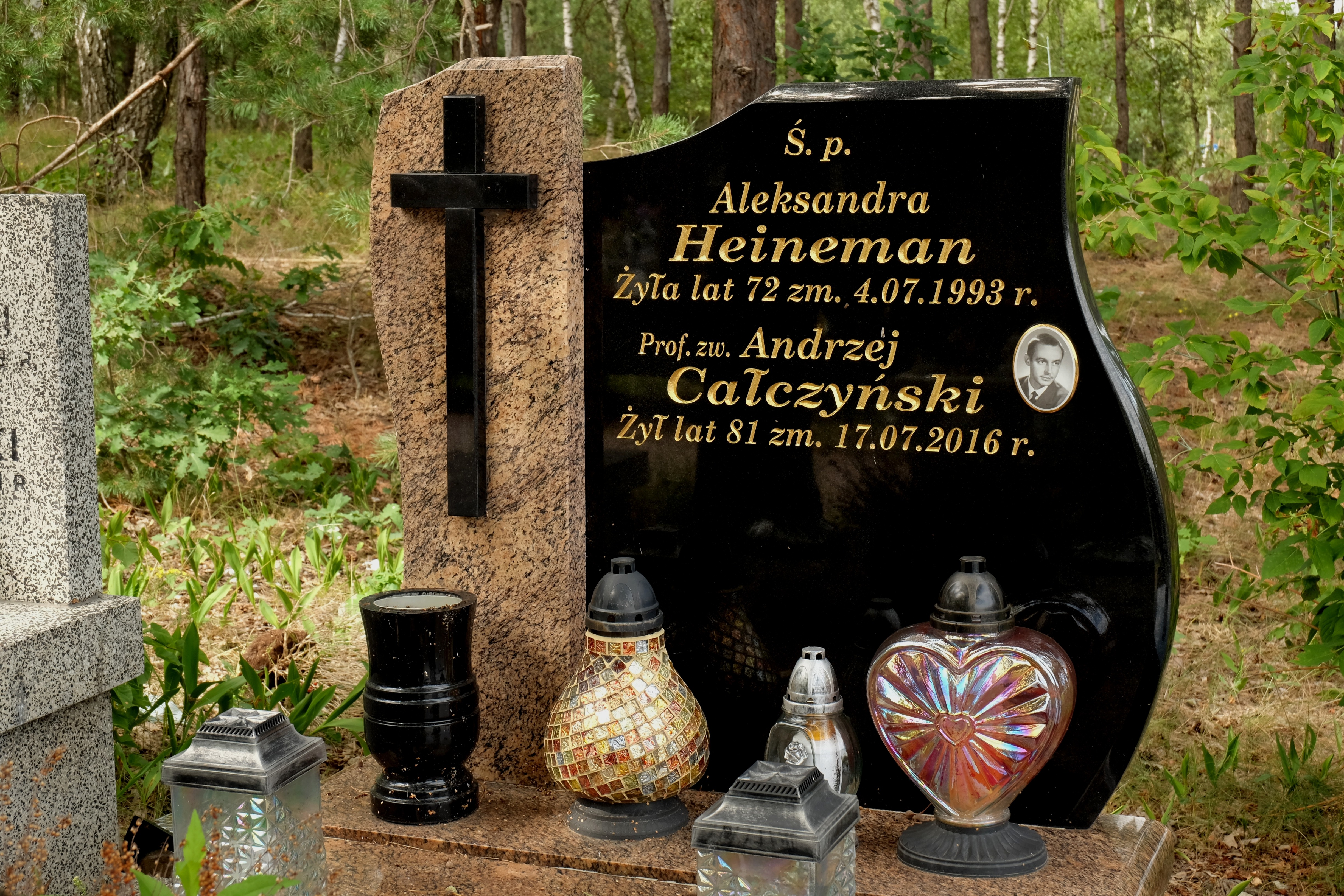
Grób ekonomisty Andrzeja Całczyńskiego na cmentarzu parafialnym w Zielonce

W 1961 ukończył Szkołę Główną Planowania i Statystyki. W 1971 obronił w Wyższej Szkole Ekonomicznej w Poznaniu pracę doktorską Efektywność ekonomiczna zastosowania programowania liniowego w transporcie kruszywa budowlanego napisaną pod kierunkiem Zbigniewa Gługiewicza. W 1977 uzyskał w Akademii Ekonomicznej w Poznaniu stopień doktora habilitowanego. W latach 1978–1980 był kierownikiem Pracowni Zastosowań Matematyki w Instytucie Rynku Wewnętrznego i Konsumpcji w Warszawie., w latach 1981-1984 był prodziekanem Wydziału Ekonomiki i Organizacji  Wyższej Szkoły Inżynierskiej w Radomiu (przekształconej w 1996 w Politechnikę Radomską), w latach 1984-1990 był tam dyrektorem Instytutu Ekonomiki, od 1987 kierował Katedrą Badań Operacyjnych i Ekonometrii, w latach 1987-1990 dziekanem Wydziału Ekonomicznego, w latach 1990-1996 prorektorem ds. rozwoju kadry i współpracy z zagranicą. Równocześnie w latach 1985-1989 kierował Zakładem Ekonomiki Transportu i Spedycji w Akademii Ekonomicznej w Krakowie. W 1993 uzyskał tytuł naukowy profesora nauk ekonomicznych. 
Był odznaczony Złotym Krzyżem Zasługi (1986, i 1994) oraz Medalem Komisji Edukacji Narodowej (1987).
Spoczywa na cmentarzu w Zielonce.